# Rumour Has It
"Rumour Has It" é uma canção da cantora e compositora inglesa Adele, e o quarto single do seu segundo álbum de estúdio, 21 (2011). A música foi composta por Adele e Ryan Tedder, enquanto a produção ficou a cargo de Tedder. Adele revelou que a música não foi inspirada pela imprensa, mas que era destinada as coisas que seus amigos contavam a ela e a mesma acreditava. Musicalmente, "Rumour Has It" contém elementos de jazz, blues, e pop acompanhado por uma batida vibratória pelo piano.
A canção recebeu opiniões positivas dos críticos que elogiaram a voz de Adele na canção "simpatia". Ainda sem ser liberada como um single, entrou na Billboard Hot 100, no número 96 e liderou as paradas Triple A. Ela recebeu um cover por Jeremih e outra versão da canção com um medley de Someone Like You foi feita pelo Glee durante o episódio "Mash Off" que  alcançou a posição #11 no Hot 100 da Billboard. Adele adicionou a música na set-list da sua segunda turnê mundial Adele Live.

## Antecedentes
"Rumour Has It" foi escrita por Adele e Ryan Tedder, sendo produzida pelo último. Falando sobre a colaboração da canção, Adele revelou: "Você pode realmente dizer quando ouve uma música do Ryan Tedder, a qual eu gosto, mas eu queria criar algo que iria surpreender todos quando nós fizessemos uma música juntos, por isso saiu essa canção tipo blues-pop vibratória." Adele explicou que a canção não foi inspirada pela imprensa, mas destinava-se a seus próprios amigos, que muitas vezes espalham rumores sobre um rompimento com o seu namorado: "As pessoas podem pensar que é sobre blogs, revistas e jornais, mas não é. É sobre meus próprios amigos que ouviam coisas sobre mim e me contavam, o que é muito humilhante". Adele disse que "Rumour Has It" e "Rolling in the Deep" foram liricamente opostas de "Someone Like You". Ela disse que escreveu "Someone Like You" depois que estava cansada de "ser uma vadia" em relação a "Rolling in the Deep" ou "Rumor Has It".

## Composição
"Rumour Has It" é um número de jazz, contando com elementos de blues e Adele descrevendo-a como "canção blues com batidas pop". Ian Walker do website AbsolutePunk escreveu que a música "detalha a complexidade que, obviamente, vêm a ser um triângulo amoroso." No piano despojado, os vocais de Adele leva uma "pontada de doçura" antes "de ser levado embora pelo coro infeccioso" como afirma Walker. Noel Murray do The A.V. Clube encontrou um "contratempo persuasivo" comparando a música aos materiais antigos de Adele durante seu primeiro álbum de estúdio 19 (2008), devido à sua instrumentação similares consistindo o piano e a guitarra. Ian Wade do BBC Online escreveu que a música abre "canais do soul ao rock'n'roll como Wanda Jackson.Tom Townshend do MSN Music encontrou uma "prisão primitiva semelhante" a "Rolling in the Deep" (2011), que mistura "Pacey, hipnótica, funk, e interrompimento de uma sublime sinfonia de blues." De acordo com a partitura publicado pelo Universal Music Publishing Group no site Musicnotes.com, "Rumor Has It" é escrita no tom de ré menor. Ele é definido em um compasso de tempo comum com um ritmo acelerado de 126 batidas por minuto. Incorpora elementos pop, adult alternative, pop rock e neo soul, enquanto os vocais de Adele vão da nota ré3 para a nota si bemol4.

## Recepção

### Recepção da crítica
Ian Walker do AbsolutePunk comentou que em "Rumour Has It", Adele é "partes iguais de cenas humilhantes e sedutoras, esvoaçando entre os pólos emocionais com uma elegância impressionante que é muito rara na cena musical de hoje". Ao analisar o álbum 21, Matt Collar do Allmusic concluiu que  "Rumour Has It" e "He Won't Go" são "terrivelmente cativantes, números despojados e agitados, e exatamente o tipo de músicas que você quer e espera de Adele."

## Desempenho Comercial
"Rumor Has It" debutou na 96ª posição da Billboard Hot 100 na semana que se encerrou em 3 de agosto de 2011. Até novembro de 2011, bem antes de seu lançamento oficial, a canção já havia vendido 408,000 cópias só nos Estados Unidos, segundo a Nielsen SoundScan. Em março de 2012, a canção recebeu certificação de platina pela RIAA.